# モノ郡 (カリフォルニア州)
モノ郡（英: Mono County）は、アメリカ合衆国カリフォルニア州の東中部に位置する郡である。シエラネバダ山脈の東側、ヨセミテ国立公園とネバダ州の間にある。人口は1万3195人（2020年）。郡庁所在地はブリッジポートである。
モノ郡の唯一の法人化町は、マンモス山の麓に位置しているマンモスレイクスである。ジューンレイクなどその他の地もスキーや釣りのリゾートとして有名である。郡域の中央にはモノ湖があり、数多い渡り鳥や営巣鳥類の重要な生息地になっている。この湖は塩分を含みアルカリ性の水から立ち上る石灰華の尖塔があり、自然のままの姿を残している。
郡内にはゴールドラッシュ時代の州の公式ゴーストタウンであるボディもあり、州立歴史公園となっている。

## 歴史
モノ郡は1861年にカラベラス郡、フレズノ郡およびマリポサ郡の一部を併せて設立された。郡域の一部は1866年にインヨー郡に割譲された。
郡名はモノ湖から採られた。モノ湖はシエラネバダ山脈のモノ湖から北、オーエンズ湖にかけて住んでいたパイユート族インディアンのクゼディカ・バンドに因んで1852年に名付けられた。この部族の西側の隣人ヨクート族は、クゼディカ・バンドの主食がハエの幼虫であり、交易もしていたので、クゼディカ・バンドのことを「ハエの人々」を意味する「モナチー」（monachie）と読んでいた。考古学者たちはこの地域の初期住人についてほとんど何も分かっていないが、最初の英語を話す人々が到着した時までにクゼディカ・バンドが何世代にもわたって住んでいた。クゼディカ・バンドは狩猟採集民であり、その言語はショショーニ語に属している。

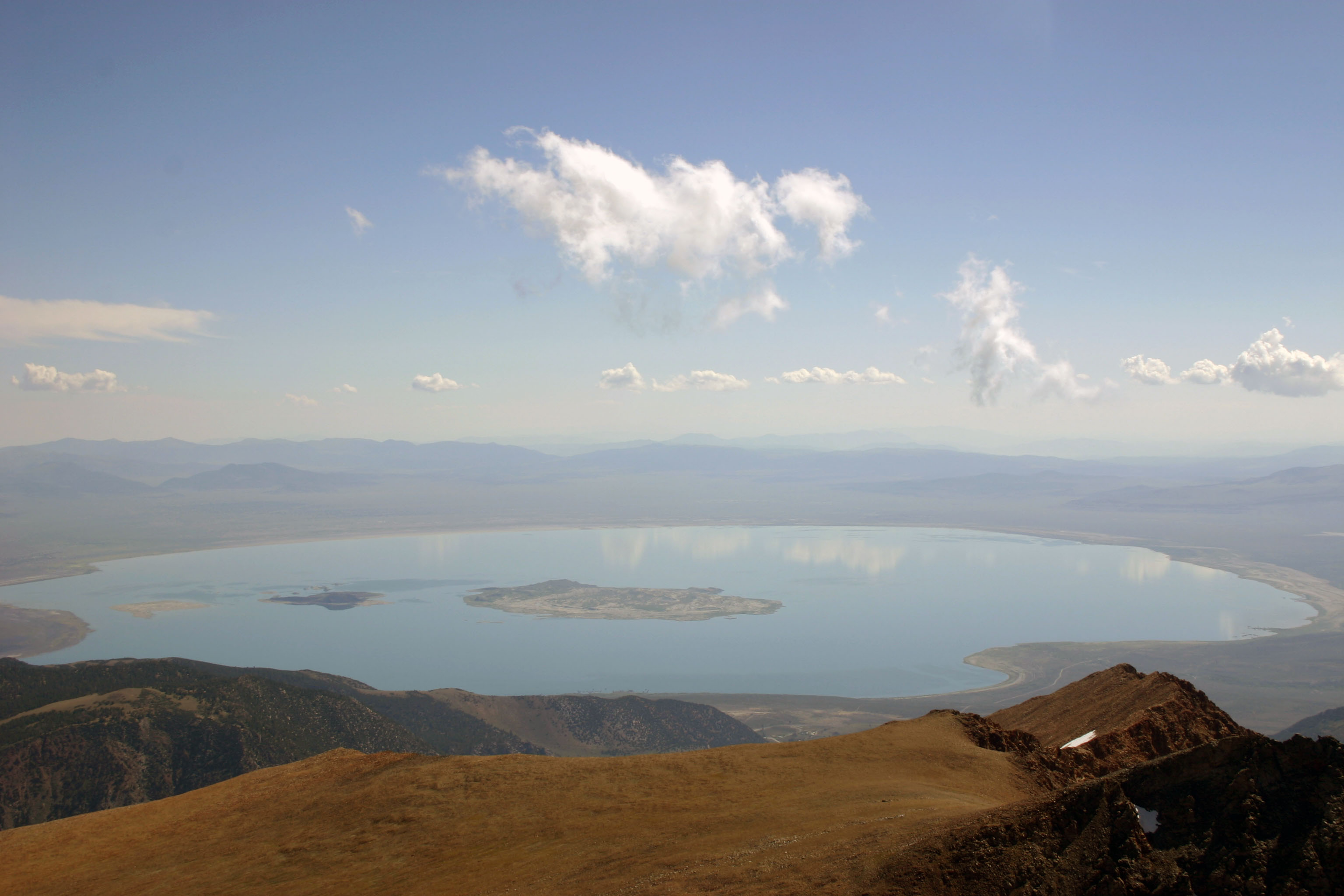
モノ湖、モノ郡の中でも最も目立つ地形である

## 地理
アメリカ合衆国国勢調査局に拠れば、郡域全面積は3,132平方マイル (8,111.8 km2)であり、このうち陸地は3,044平方マイル (7,883.9 km2)、水域は27平方マイル (225.3 km2)で水域率は2.79%である。

### 国立自然保護地域

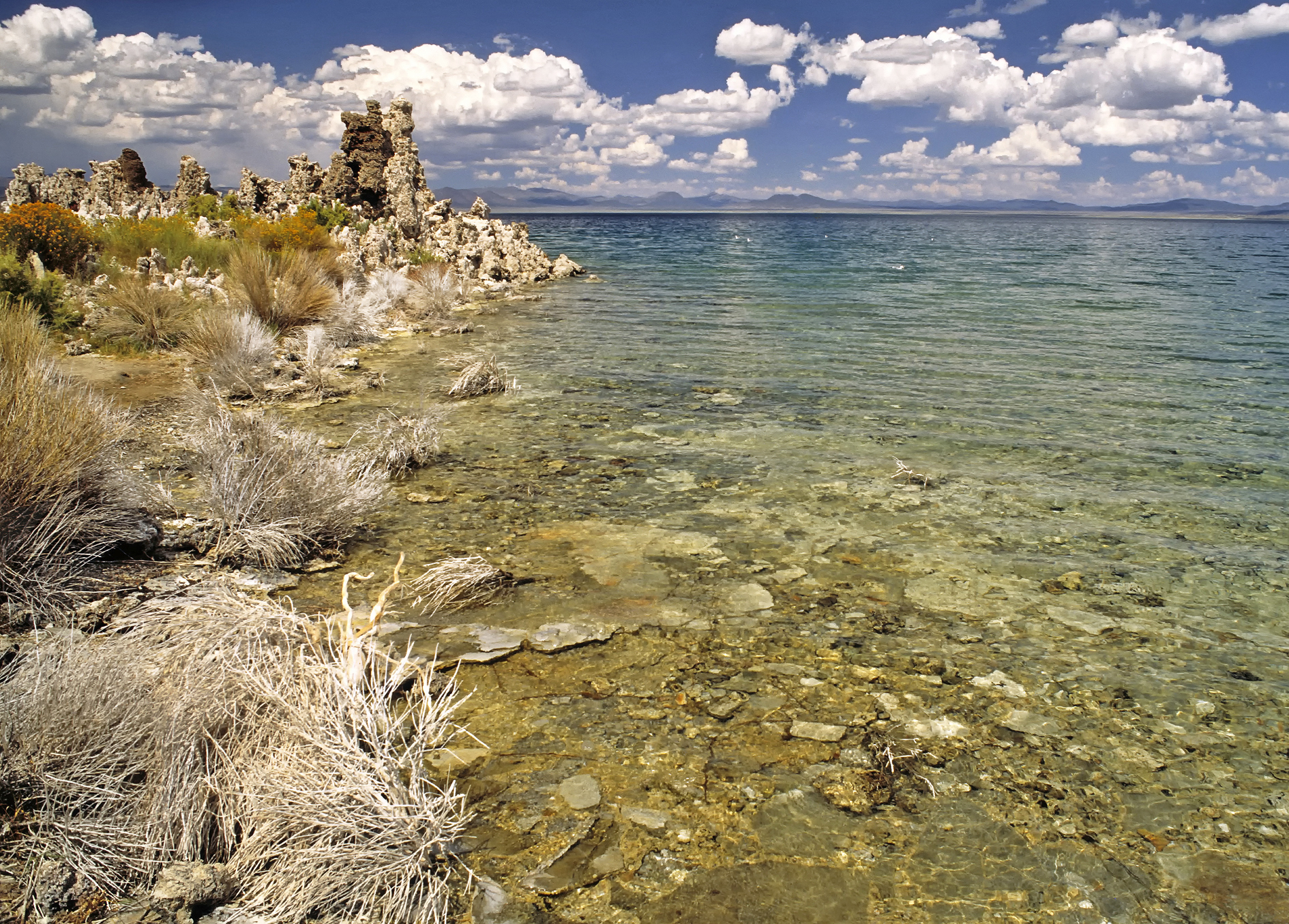
モノ湖石灰華州立保護区

- インヨー国立の森（部分)
- トイヤベ国立の森（部分)

### 隣接する郡
モノ郡は9つの郡と接している、アメリカ合衆国の中でも数少ない郡の1つである。
- インヨー郡 - 南
- フレズノ郡 - 南西
- マデラ郡 - 南西
- トゥオルミ郡- 西
- アルパイン郡 - 北西
- ダグラス郡 (ネバダ州) - 北
- ライアン郡 (ネバダ州) - 北東
- ミネラル郡 (ネバダ州) - 東
- エスメラルダ郡 (ネバダ州) - 南東

## 都市と町
- マンモスレイクス（英語版）（郡内唯一の法人化町）
- ブリッジポート（郡庁所在地）
- ボディ（ゴーストタウン）
- ベントン
- チャルファント
- コールビル
- リーバイニング
- スワルメドウズ

## 交通

### 主要高規格道路
- アメリカ国道6号線
- アメリカ国道395号線
- カリフォルニア州道108号線
- カリフォルニア州道120号線
- カリフォルニア州道167号線
- カリフォルニア州道182号線
- カリフォルニア州道270号線

### 公共交通
東部シエラ交通局がアメリカ国道395号線沿いの都市間バス便と、マンモスレイクス市内のバス便を運行している。バス便は南のロサンゼルス郡のランカスターや北のネバダ州リノにまで拡張されている。
ヨセミテ地域交通システムもアメリカ国道395号線沿いにマンモスレイクス市からリーバイニングに向かいヨセミテ国立公園に入るバス便を運行している。

### 空港
モノ郡内の一般用途空港は、ブリッジポートに近いブライアント飛行場、マンモス・ヨセミテ空港およびリーバイニング空港がある。2008年12月、マンモス・ヨセミテ空港からロサンゼルス国際空港まで季節（12月から4月）による営業便が就航した。この便はホライゾン航空が運航しており、マンモス山スキーリゾートが出資している。

## 人口動態

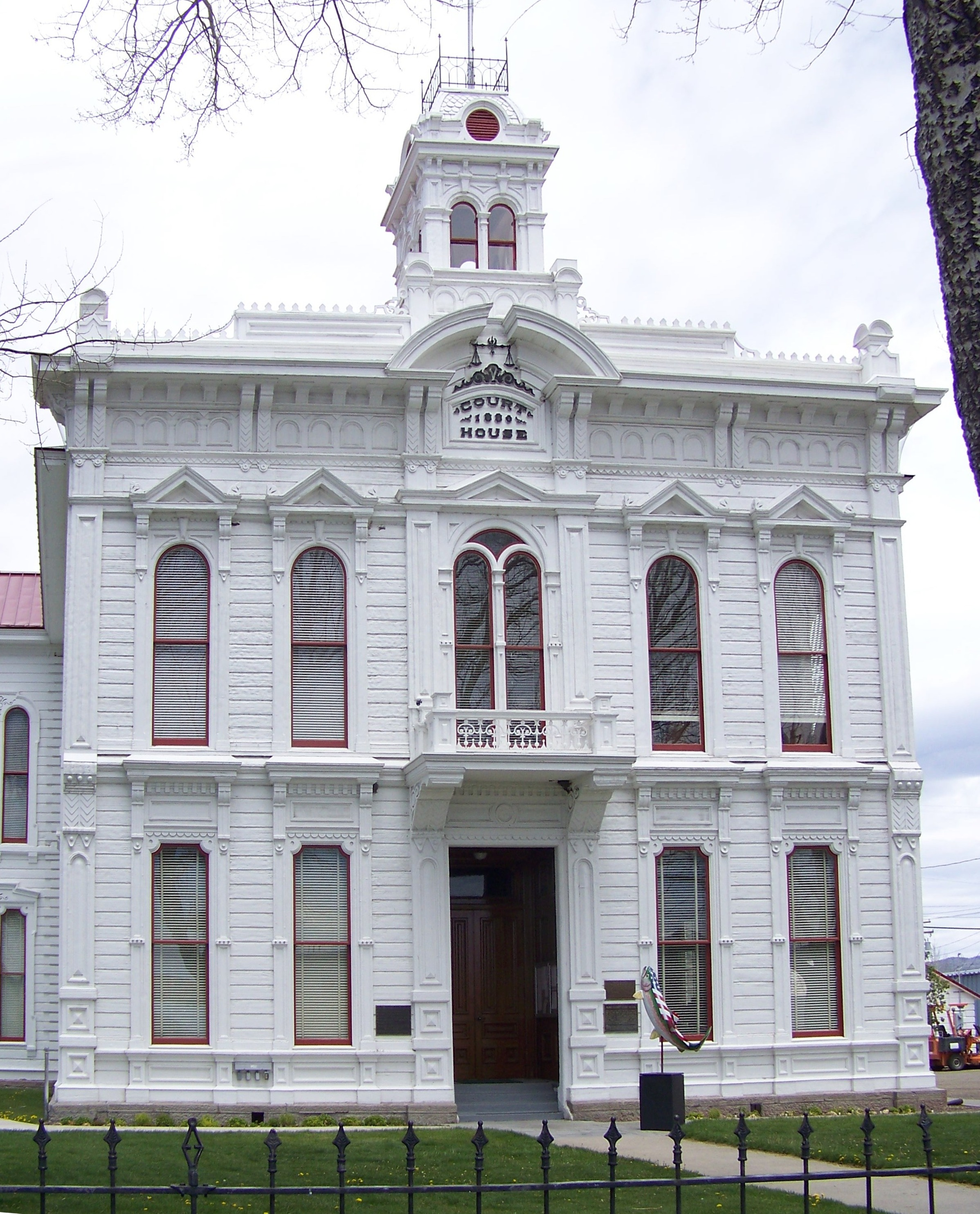
ブリッジポートにあるモノ郡庁舎

以下は2000年国勢調査による人口統計データである。
| 基礎データ - 人口: 12,853人 - 世帯数: 5,137 世帯 - 家族数: 3,143 家族 - 人口密度: 1.5人/km2（4人/mi2） - 住居数: 11,757軒 - 住居密度: 1.5軒/km52（4/mi2） 人種別人口構成 - 白人: 84.17% - アフリカン・アメリカン: 0.47% - ネイティブ・アメリカン: 2.40% - アジア人: 1.11% - 太平洋諸島系: 0.09% - その他の人種: 9.51% - 混血: 2.25% - ヒスパニック・ラテン系: 17.69% - ドイツ系アメリカ人: 13.4% - アイルランド系アメリカ人: 12.6% - イングランド系アメリカ人: 11.4% 主たる言語による人口構成 - 英語: 84.0% - スペイン語: 15.1% | 年齢別人口構成 - 18歳未満: 23.0% - 18-24歳: 10.3% - 25-44歳: 33.4% - 45-64歳: 25.6% - 65歳以上: 7.6% - 年齢の中央値: 36歳 - 性比（女性100人あたり男性の人口） - 総人口: 121.8 - 18歳以上: 126.8 世帯と家族（対世帯数） - 18歳未満の子供がいる: 28.7% - 結婚・同居している夫婦: 50.6% - 未婚・離婚・死別女性が世帯主: 6.5% - 非家族世帯: 38.8% - 単身世帯: 26.6% - 65歳以上の老人1人暮らし: 4.3% - 平均構成人数 - 世帯: 2.43人 - 家族: 2.98人 収入と家計 - 収入の中央値 - 世帯: 44,992米ドル - 家族: 50,487米ドル - 性別 - 男性: 32,600米ドル - 女性: 26,227米ドル - 人口1人あたり収入: 23,422米ドル - 貧困線以下 - 対人口: 11.5% - 対家族数: 6.3% - 18歳未満: 12.2% - 65歳以上: 1.9% |

## 政治
モノ郡は以前にアメリカ合衆国大統領および連邦議会選挙で共和党寄りの地盤だったが、近年の選挙では接戦を演じるようになった。2004年の大統領選挙では民主党のジョン・ケリーが7票差まで迫った。2008年の選挙ではバラク・オバマがさらに伸びて、共和党のジョン・マケインに668票差をつけた。2004年の大統領選挙以前で民主党が多数を取ったのは1940年のフランクリン・ルーズベルトが最後だった。
2008年11月の命題8に関する住民投票では法案に反対したカリフォルニア州内陸部3郡の1つとなった。これは同性同士の結婚を禁止するためのカリフォルニア州憲法修正案だった。反対は55.5%、賛成は44.5%となった（その他の反対した内陸郡はアルパイン郡とヨロ郡である）。
アメリカ合衆国下院議員の選挙ではカリフォルニア州第25選挙区の一部であり、カリフォルニア州議会下院議員の選挙では第25選挙区、カリフォルニア州議会上院議員の選挙では第1選挙区に入っており、2010年時点ですべて共和党議員が務めている。